# 惠建林
惠建林（1964年2月—），男，汉族，江苏苏州人，中华人民共和国政治人物，曾任中共镇江市委书记、市人大常委会主任、江苏省人民政府副省长、中共江苏省委常委，现任江苏省政协副主席。

## 生平
2015年6月30日，中共中央组织部决定授予惠建林“全国优秀县委书记”称号，以示表彰。
2024年1月，惠建林当选为江苏省政协副主席。